# Mistrzostwa Europy w Wioślarstwie 2019
Mistrzostwa Europy w Wioślarstwie 2019 odbyły się w Lucernie, w Szwajcarii w dniach 31 maja–2 czerwca 2019 r.

## Medaliści i medalistki

### Mężczyźni
| Konkurencja                       | Złoto | Czas    | Srebro | Czas    | Brąz | Czas    |
| --------------------------------- | --- | ------- | --- | ------- | --- | ------- |
| M1x                               | Oliver Zeidler | 6:47.32 | Stef Broenink | 6:47.51 | Pilip Pavukou | 6:47.72 |
| M2-                               | Chorwacja · Martin Sinković · Valent Sinković | 6:22.46 | Rumunia · Marius Cozmiuc · Ciprian Tudosă | 6:24.53 | Hiszpania · Jaime Canalejo Pazos · Javier García Ordóñez | 6:26.31 |
| M2x                               | Polska · Mirosław Ziętarski · Fabian Barański | 6:13.51 | Szwajcaria · Barnabé Delarze · Roman Röösli | 6:13.60 | Rumunia · Ioan Prundeanu · Marian-Florian Enache | 6:13.96 |
| M4-                               | Wielka Brytania · Oliver Cook · Matthew Rossiter · Rory Gibbs · Sholto Carnegie                                                                                              | 5:51.01 | Polska · Mikołaj Burda · Mateusz Wilangowski · Marcin Brzeziński · Michał Szpakowski                                                                               | 5:53.90 | Niemcy · Felix Brummel · Felix Wimberger · Max Planer · Nico Merget                                                                                                 | 5:56.08 |
| M4x                               | Holandia · Dirk Uittenbogaard · Abe Wiersma · Tone Wieten · Koen Metsemakers                                                                                                 | 5:35.75 | Włochy · Filippo Mondelli · Andrea Panizza · Luca Rambaldi · Giacomo Gentili                                                                                       | 5:40.19 | Wielka Brytania · Jack Beaumont · Jonathan Walton · Angus Groom · Peter Lambert                                                                                     | 5:41.89 |
| M8+                               | Niemcy · Johannes Weißenfeld · Laurits Follert · Jakob Schneider · Torben Johannesen · Christopher Reinhardt · Malte Jakschik · Richard Schmidt · Hannes Ocik · Martin Sauer | 5:25.68 | Wielka Brytania · Thomas Ford · James Rudkin · Thomas George · Moe Sbihi · Jacob Dawson · Oliver Wynne-Griffith · Matthew Tarrant · Josh Bugajski · Henry Fieldman | 5:26.55 | Holandia · Vincent van der Want · Boudewijn Röell · Jasper Tissen · Ruben Knab · Mechiel Versluis · Bram Schwarz · Bjorn van den Ende · Robert Lücken · Aranka Kops | 5:27.97 |
| Konkurencje wagi lekkiej mężczyzn | |         | |         | |         |
| LM1x                              | Péter Galambos | 6:57.00 | Artur Mikołajczewski | 6:58.98 | Martino Goretti | 7:02.27 |
| LM2x                              | Niemcy · Jonathan Rommelmann · Jason Osborne | 6:12.58 | Włochy · Stefano Oppo · Pietro Ruta | 6:13.95 | Belgia · Tim Brys · Niels van Zandweghe | 6:15.51 |
| LM4x                              | Włochy · Catello Amarante · Lorenzo Fontana · Alfonso Scalzone · Gabriel Soares                                                                                              | 5:55.4  | Holandia · Hilmar Verbeek · David Kampman · Ward van Zeijl · Bart Lukkes                                                                                           | 5:56.89 | Francja · Leo Grandsire · Hugo Beurey · Benjamin David · Ferdinand Ludwig                                                                                           | 5:57.05 |

### Kobiety
| Konkurencja                     | Złoto | Czas    | Srebro | Czas    | Brąz | Czas    |
| ------------------------------- | --- | ------- | --- | ------- | --- | ------- |
| W1x                             | Sanita Pušpure | 7:23.18 | Jeannine Gmelin | 7:24.04 | Miroslava Knapková | 7:24.85 |
| W2-                             | Hiszpania · Aina Cid · Virginia Diaz Rivas | 7:14.14 | Rumunia · Adriana Ailincai · Maria Tivodariu | 7:15.52 | Włochy · Kiri Tontodonati · Aisha Rocek | 7:16.22 |
| W2x                             | Niemcy · Leonie Menzel · Carlotta Nwajide | 6:49.23 | Rumunia · Nicoleta-Ancuța Bodnar · Simona Geanina Radis | 6:50.56 | Włochy · Stefania Buttignon · Stefania Gobbi | 6:51.38 |
| W4-                             | Holandia · Ellen Hogerwerf · Karolien Florijn · Ymkje Clevering · Veronique Meester | 6:24.84 | Rumunia · Ioana Vrinceanu · Viviana-Iuliana Bejinariu · Mădălina Bereș · Denisa Tîlvescu                                                                        | 6:27.92 | Polska · Joanna Dittmann · Monika Chabel · Olga Michałkiewicz · Maria Wierzbowska | 6:32.37 |
| W4x                             | Niemcy · Michaela Staelberg · Julia Lier · Franziska Kampmann · Frieda Hämmerling | 6:16.69 | Holandia · Roos de Jong · Inge Janssen · Sophie Souwer · Olivia van Rooijen                                                                                     | 6:17.08 | Ukraina · Jewgenija Dowhodko · Daryna Verkhohliad · Anastasiya Kozhenkova · Yana Dementyeva                                                                                             | 6:18.82 |
| W8+                             | Rumunia · Cristina-Georgiana Popescu · Amalia Beres · Mădălina-Gabriela Cașu · Roxana Parascanu · Beatrice-Mădălina Parfenie · Iuliana Popa · Maria-Magdalena Rusu · Roxana-Iuliana Anghel · Daniela Druncea | 6:03.49 | Wielka Brytania · Fiona Gammond · Zoe Lee · Josephine Wratten · Harriet Taylor · Rowan McKellar · Rebecca Shorten · Karen Bennett · Holly Norton · Matilda Horn | 6:03.55 | Rosja · Vasilisa Stepanova · Elizaveta Kovina · Ekaterina Potapova · Anna Karpova · Olga Zaruba · Anastasia Tikhanova · Ekaterina Sevostianova · Elena Oriabinskaia · Elizaveta Krylova | 6:06.38 |
| Konkurencje wagi lekkiej kobiet | |         | |         | |         |
| LW1x                            | Federica Cesarini | 7:32.45 | Leonie Pieper | 7:34.17 | Marieke Keijser | 7:36.59 |
| LW2x                            | Białoruś · Anastasija Janina · Alena Furman | 6:58.69 | Francja · Laura Tarantola · Claire Bove | 7:00.29 | Szwajcaria · Patricia Merz · Frederique Rol | 7:02.63 |